# Австралийский колючепёр

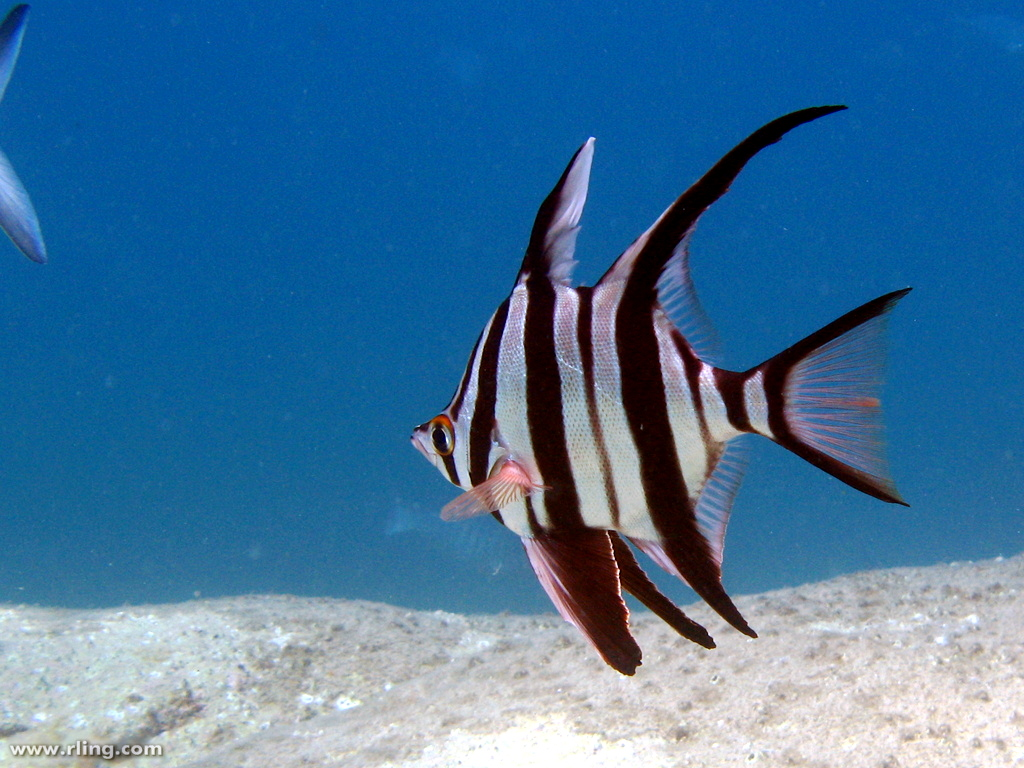

Австралийский колючепёр (лат. Enoplosus armatus) — вид морских лучепёрых рыб из монотипического рода Enoplosus монотипического семейства эноплосовых, или австралийских колючепёров (Enoplosidae) отряда окунеобразных.

## Описание
Длина тела до 50 см. Высокое тело сильно уплощено с боков. Окраска серебристая с коричневыми или чёрными широкими и узкими вертикальными полосами. Радужка глаз ярко-жёлтая. Брюшные плавники очень крупные, с одним сильным колючим лучом каждый, окрашены в коричневый или чёрный цвет. В первом спинном плавнике 8 колючих лучей, а во втором спинном плавнике 1 колючий и 14—15 мягких лучей, первые лучи второго очень удлинены, из-за чего он намного выше первого. В анальном плавнике 3 колючих и 14—15 мягких лучей. Наружные кости головы не колючие, есть надчелюстная кость. На нижней части предкрышки два колючих шипа. Позвонков 26. Будучи пойманным издаёт урчащие звуки.

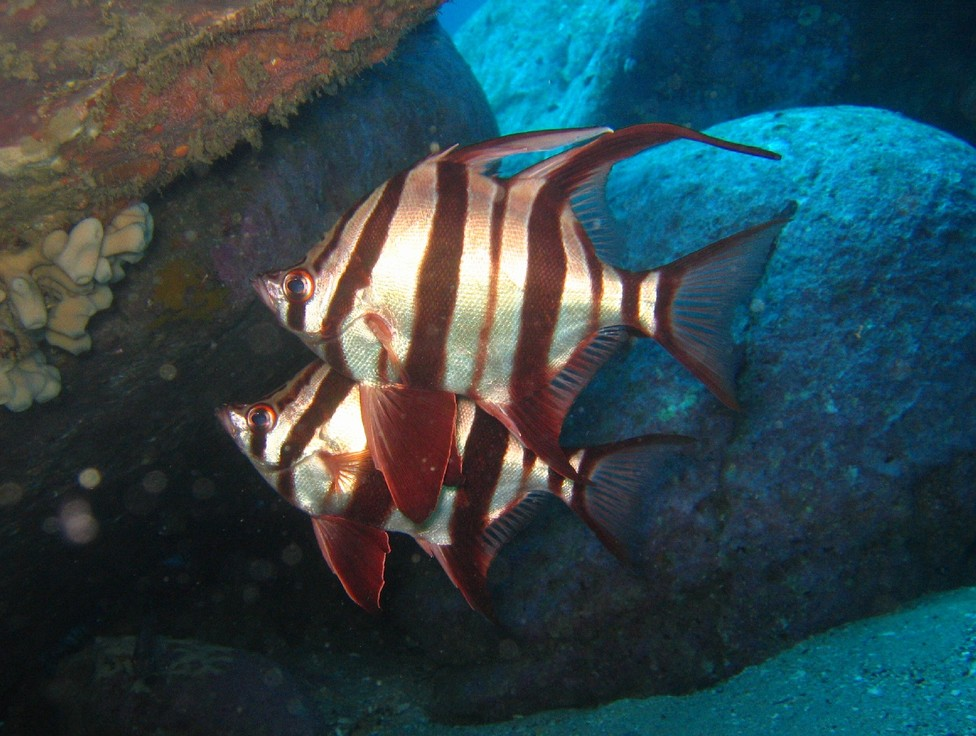

## Ареал
Обитает в умеренных морских и солоноватых водах у берегов южной Австралии. Населяет прибрежные скалистые рифы, заросли водорослей и лиманы. Встречается на глубине до 90 м.

## Образ жизни
Австралийские колючепёры ведут стайный образ жизни, живя в основном большими стаями, хотя иногда встречаются и одиночные особи. О питании этих рыб известно очень мало, наблюдали как они поедали мелких ракообразных. Нерестятся с июня по август. В это время австралийские колючепёры покидают свои стаи и образовывают отдельные пары, которые размножаются в уединении. Икра пелагическая, икринки легче воды, поэтому они плавают у самой поверхности и дрейфуют по течению. Молодь держится в лиманах и в зарослях водорослей. С наступлением половозрелости они мигрируют в открытые прибрежные воды.

## Содержание в аквариуме
Промыслового значения практически не имеет, содержится в морских аквариумах.